# Турне (город)
Турне́ (фр. Tournai, нидерл. Doornik, пикард. Tornai, лат. Tornacum) — бельгийский город в провинции Эно, в 85 км к юго-западу от Брюсселя, на реке Шельде. Франкоязычный Турне входит в состав франко-бельгийской агломерации Большой Лилль. Население — 67 534 жителя (2006).

## История
Турне считается древнейшим городом в Бельгии, так как довольно часто упоминался ещё римскими авторами. С V века н. э. он стал одним из центров салических франков и столицей ряда королей династии Меровингов; около 466 года здесь родился самый могущественный из них — Хлодвиг. Гробница его отца Хильдерика была случайно открыта в одной из церквей в 1653 году. С начала VI века Турне является местопребыванием епископа.
В 837 году город подвергся набегу викингов.
В последующие столетия Турне часто менял хозяев. С 860-х годов и до XII века власть над городом принадлежала графам Фландрии. Вслед за тем он вошёл в королевский домен, но отдалённость от Парижа позволяла горожанам самостоятельно вести всё управление. В 1513—1518 годах его оккупировал английский король Генрих VIII, (имел депутата в палате общин), ещё через три года — император Карл V, который присоединил его к габсбургским Нидерландам. 
С 1543 году в Турне распространился кальвинизм, и во время Нидерландской революции горожане твёрдо держали сторону повстанцев. Когда княгиня Кристина де Лялен затворилась в городе от испанцев, он был осаждён и взят силами Алессандро Фарнезе.
Французы не раз предпринимали попытки вернуть себе Турне. В 1667 году Людовик XIV занял город и поручил Вобану укрепить его на случай осады, но в 1713 году сам же и возвратил его австрийцам по условиям Утрехтского мира. Турне вновь был занят французами с 1745 по 1748 и с 1794 по 1814 годах.
С уничтожением «барьерного трактата» Иосифом II в 1781 г. стены и укрепления города были срыты, после чего в 1792 г. им снова овладели французы.

## Культура
Главной городской достопримечательностью является собор Нотр-Дам — симметричная в плане базилика XI—XII веков с пятью массивными 83-метровыми башнями, готическими хорами, часовнями с мощами местночтимых святых (в основном XIII века), а также несколькими полотнами Рубенса. В 2000 году этот яркий образец романского зодчества был внесён в число памятников Всемирного наследия.
Помимо собора, в городе сохранилось множество церквей меньшего размаха, 72-метровая колокольня (около 1118 года), средневековый мост, ренессансное здание гильдии ткачей и башня, построенная английским королём Генрихом VIII. В средние века город славился по всей Европе своими шпалерами, и традиция ковроткачества продолжается до сих пор. Среди местных художников пальма первенства по мастерству и славе принадлежит, несомненно, Рогиру ван дер Вейдену.

## Известные личности
- Герман Турнейский, фламандский хронист и богослов (XII век)
- Филипп Мускес, франкоязычный хронист и поэт (XIII век)
- Жиль Ле Мюизи, франкоязычный хронист и поэт (XIV век)
- Рогир ван дер Вейден, фламандский живописец (XV век)
- Жак Даре, фламандский живописец (XV век)
- Пьер де ла Рю, франко-фламандский композитор (XV век)
- Перкин Уорбек (1474—1499), самозванец, выдававший себя за сына Эдуарда IV, короля Англии
- Луиза Франсуаза де Бурбон (1673—1743), незаконнорождённая дочь Людовика XIV и его фаворитки мадам де Монтеспан.
- Бара, Жюль (1835—1900) — бельгийский политический и государственный деятель, министр юстиции Бельгии (1865–1870).
- Луи Галле, живописец (1810—1887)
- Жан Батист Моэнс, филателист (1833—1908)
- Жорж Роденбах, поэт и писатель (1855—1898)
- Элен Дютре, велосипедистка, авиатор, одна из первых женщин-пилотов (1877—1961)
- Ксавье де Гейтер, архитектор (род. 1957)
- Ле Мотт, Жан-Франсуа де, художник работал в жанре натюрморта-обманки (1625—1685)